# Amedeo di Losanna
Amedeo (Chatte, 21 gennaio 1110 – Losanna, 27 agosto 1159) fu monaco cistercense, abate di Altacomba e poi vescovo di Losanna. Il suo culto come santo, iniziato immediatamente dopo la sua morte, fu confermato da papa Pio X nel 1903.

## Biografia
Figlio di Amedeo di Clermont, conte di Hauterives, e di Adelaide d'Albon, nel 1119 il padre e la madre si ritirarono rispettivamente nel monastero cistercense di Bonnevaux e nell'abbazia femminile di Val-de-Bressieux. Amedeo seguì il padre a Bonnevaux, dove fu accolto dall'abate Giovanni, e poi a Cluny, dove fu educato, e fu in seguito inviato alla corte dell'imperatore Enrico V, suo parente.
Morto Enrico, Amedeo abbracciò la vita monastica a Chiaravalle e nel 1139 l'abate Bernardo lo scelse come successore di Viviano, abate di Hautecombe.
Su invito di papa Lucio II, nel 1144 accettò l'elezione a vescovo di Losanna e ricevette la consacrazione episcopale il 21 gennaio 1145.
Fu spesso in lotta con il conte di Ginevra, che lo costrinse a lasciare Losanna e a ritirarsi a Moudon per un certo periodo; sostenne papa Eugenio III nella lotta contro l'antipapa Anacleto II e tentò, invano, di guadagnare alla sua causa l'imperatore Corrado III; resse, insieme con Umberto III, la contea di Savoia durante l'assenza di Amedeo III, partito nel 1147 per la crociata.
Federico I Barbarossa, nel 1155, lo nominò cancelliere dell'impero per il regno di Borgogna.
Lasciò un'epistula e otto omelie, pubblicate da Migne.

## Il culto
Fu sepolto davanti all'altare della Croce nella cattedrale di Losanna, divenuta protestante dopo la riforma; nel 1911, in occasione di lavori di restauro, le sue ossa furono rinvenute e consegnate a Marius Besson, poi vescovo di Losanna, Ginevra e Friburgo.
Il culto di sant'Amedeo iniziò subito dopo la sua morte: papa Clemente XI nel 1710 autorizzò i cistercensi a recitarne l'ufficio e nel 1753 papa Benedetto XIV estese il suo culto alla diocesi di Losanna.
Il culto di sant'Amedeo fu confermato, per le diocesi di Vienne e Valence e poi per quella di Losanna, da papa Pio X il 9 dicembre 1903.
Il suo elogio si legge nel martirologio romano al 27 agosto.

## Opere
Omelie mariane: 
1. Des fruits et des fleurs des vertus de la sainte Vierge.
2. De la justification ou grâce intérieure de la sainte Vierge.
3. De l’incarnation du Seigneur.
4. De l'enfantement de la Vierge et de la naissance de Jésus-Christ.
5. De la force d'âme, ou du martyre de la sainte Vierge.
6. De la joie et de l'admiration de la sainte Vierge à la résurrection et l'ascension de Jésus-Christ.
7. De la mort de la sainte Vierge , de son assomption et de son exaltation à la droite de son Fils.
8. De la plénitude de perfection dans la sainte Vierge, de sa gloire et de la puissance de sa protection.